# Axon' Cable
Pour les articles homonymes, voir Axon (homonymie).
Ne doit pas être confondu avec Câble Axion.
« Axon » redirige ici. Ne pas confondre avec Axion.
La société Axon' Cable , dont le siège est à Montmirail dans le département de la Marne, est un constructeur de composants électroniques, notamment de câbles et de connecteurs, et un concepteur de réseaux de câblage. En 2009, elle est implantée dans une vingtaine de pays d'Amérique du Nord, d'Europe et d'Asie.
Axon' Cable fournit des produits pour de nombreuses industries comme l’automobile, l’aéronautique, la pétrochimie, le spatial,, le médical, les télécommunications, l’énergie.

## Histoire
Fondée en 1965 à Montmirail, par un entrepreneur suédois, la société fut l’une des premières entreprises  européennes à produire des câbles électroniques et des cathéters à partir d’un plastique technique, alors très nouveau, le PTFE (polytétrafluoroéthylène).
En 1985, la loi RES (rachat de l’entreprise par les salariés) permet pour la première fois l’acquisition d’entreprises selon la technique du LMBO. L’équipe dirigeante de la société réalise le plus gros LMBO français de l’année 1985 et choisit Axon’ comme nouveau nom d’entreprise, pour l’analogie entre les câbles électroniques et les axones, ces fibres nerveuses qui émanent des neurones et vont vers les synapses. Axon’ est le plus ancien LMBO français vivant.
Depuis 1989, Axon' Cable a créé régulièrement des filiales hors de France : Singapour, États-Unis, Royaume-Uni, Mexique, Lettonie, Chine, Inde...
En France, Axon’ Cable a plusieurs filiales dans la Marne (Axopole, Sofim, Metal Cable...), à Quimper (Loupot), à Ivry-sur-Seine (Addix).
En 2011, Axon' Cable a reçu une aide à la réindustrialisation de 2,2 millions d'euros.
 (novembre 2024).

## Patrimoine
Axon' Cable porte une attention particulière à l'esthétique de ses usines, aussi bien en France qu'à l'international, en partant du principe qu'un bel environnement de travail favorise l'amélioration de la productivité :
- un ancien corps de ferme briarde au bord d’une charmante rivière, le Petit Morin, et une usine située à Mécringes dans la Marne pour Axoral.
- un cloître dans l’environnement historique de l’abbaye d’Orbais, pour Axopole, une usine située à Orbais-l'Abbaye. Johan d’Orbais, architecte de cette abbaye vers 1200, participa ensuite à l’élaboration de la cathédrale de Reims.
- un château, monument historique, conçu par l’architecte Mansart[Lequel ?] et le jardinier Le Nôtre, à Montmirail, comme centre de formation de son personnel et de démonstration de ses produits. Ce château est régulièrement ouvert au public, notamment aux Journées du patrimoine. Il héberge aussi Les Hussards de Lasalle, association historique, qui reconstitue tous les deux ans, durant la semaine de l'Ascension, la fameuse bataille de Montmirail lors de la campagne de France de 1814.

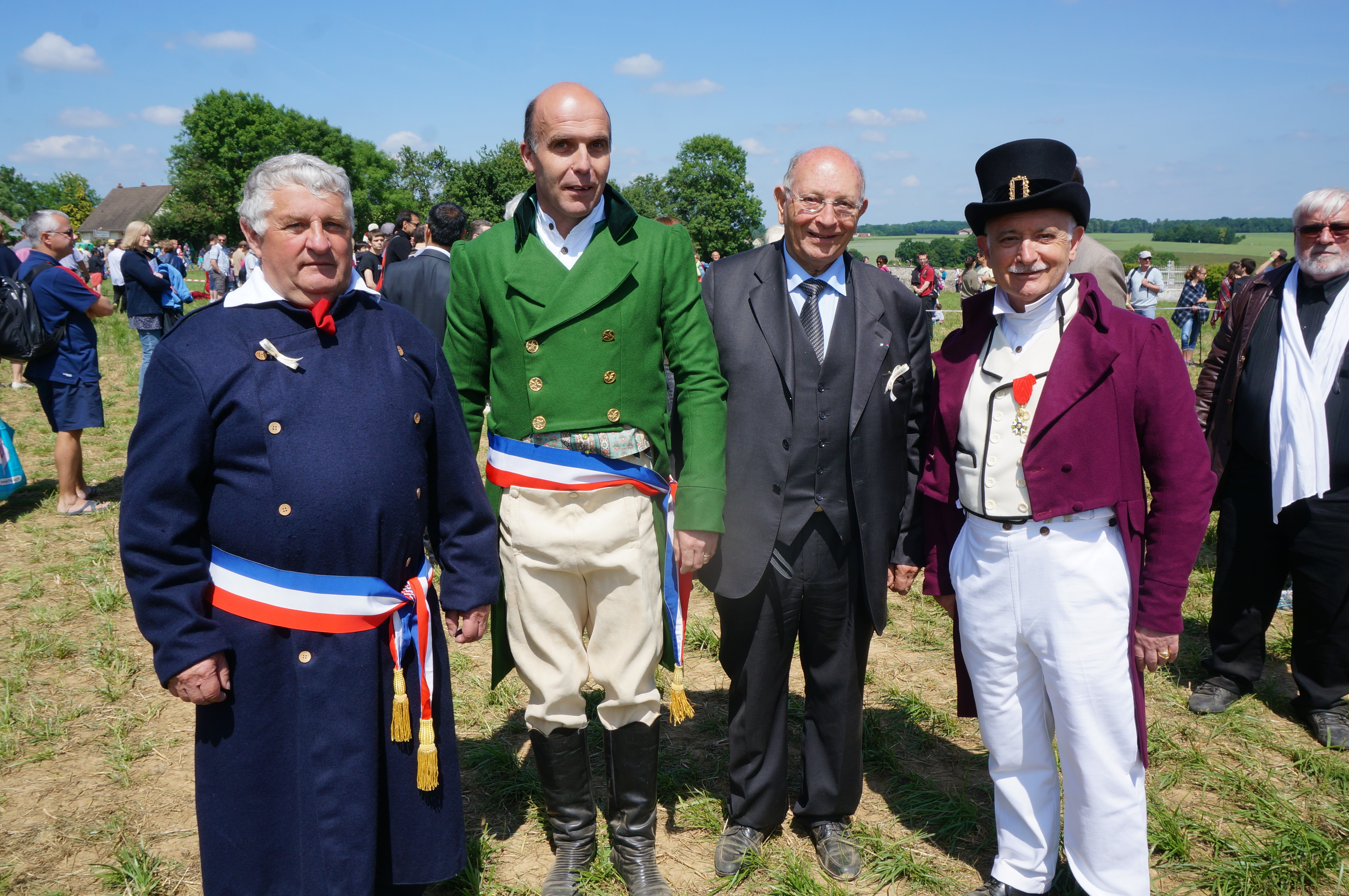
Une reconstitution napoléonienne, en violet Joseph Puzo.
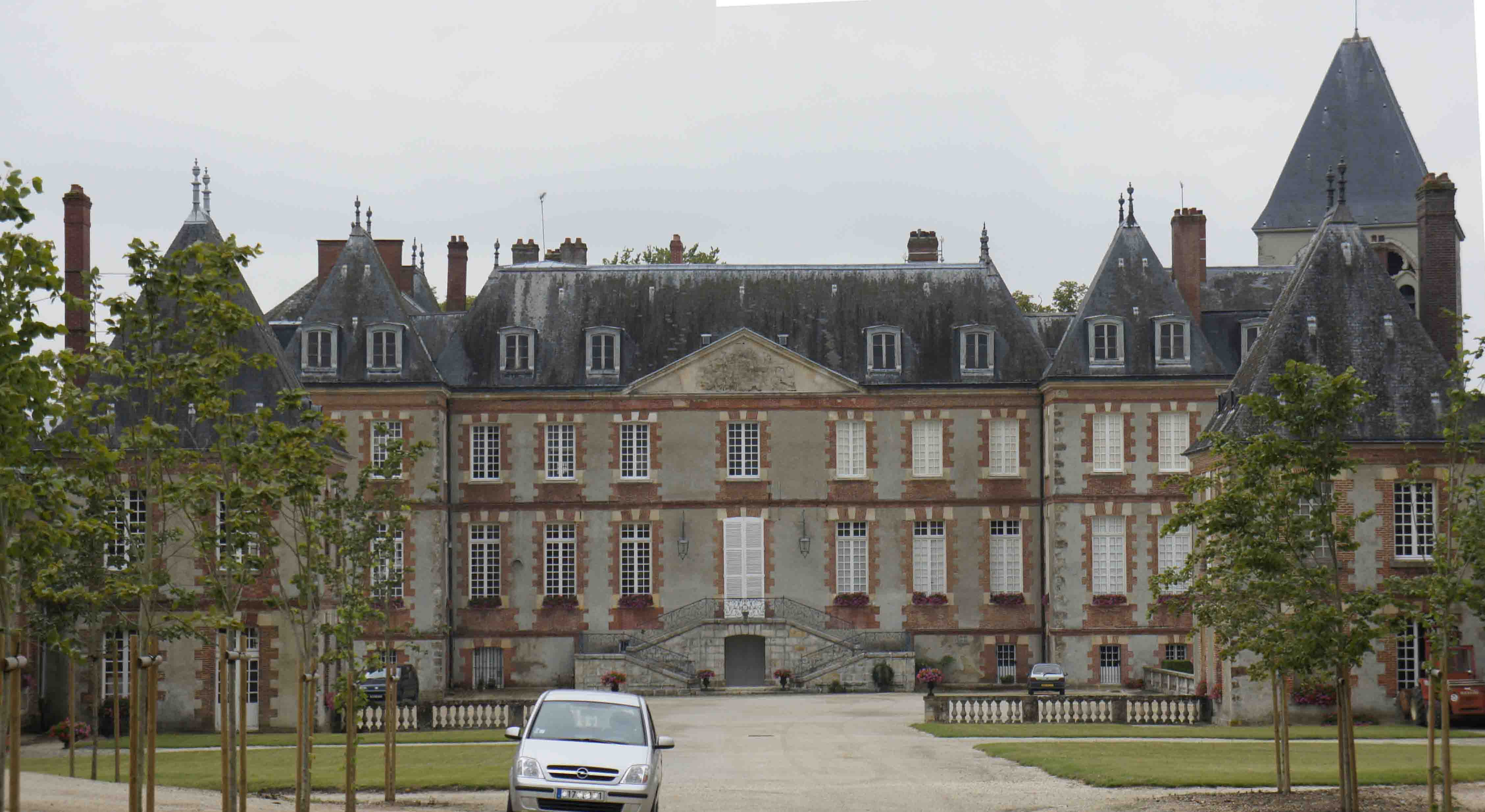
Le château de Montmirail.